# Otacilia stell
Otacilia stell är en spindelart som beskrevs av Takahide Kamura 2005. Otacilia stell ingår i släktet Otacilia och familjen flinkspindlar. Inga underarter finns listade i Catalogue of Life.